# Cromozomul uman 20
Cromozomul 20 este unul dintre cele 23 de perechi de cromozomi umani, anume un autozom. Oamenii au în mod normal două copii al acestuia. Cromozomul 20 are o anvergură de aproximativ 62,5 milioane nucleotide în perechi (materialul de bază pentru ADN), și reprezintă între 2% și 2,5% din totalul de ADN din celule.
Identificarea genelor la fiecare cromozom este un domeniu activ al cercetării genetice. Datorită diferitelor tactice folosite de cercetători pentru a prezice numărul de gene pentru fiecare cromozom, acesta variază. Cromozomul 20, cel mai probabil, conține peste 900 de gene. Noi descoperiri au legat acest cromozom de susceptabilitatea în creștere a calviției.